# Alan Mills
Pour les articles homonymes, voir Mills et Miller.
Alan Mills (né Albert Miller le 7 septembre 1913 [ou 1912?] à Lachine - mort le 14 juin 1977 (à 63 ou 64 ans) à Montréal) est un journaliste québécois bilingue, devenu chanteur (baryton) d'opéra, puis de folklore, et auteur, compositeur, comédien.
Il est surtout connu pour avoir popularisé des chansons folkloriques canadiennes, notamment par ses enregistrements et par ses nombreuses participations à des émissions radiophoniques et télévisuelles, tant en français qu'en anglais, dont souvent avec la chanteuse Hélène Baillargeon.

## Biographie
D'abord journaliste à Montréal (1929-1947), principalement au quotidien The Gazette, il abandonne cette carrière (à la mi-trentaine), pour se faire chanteur.
Il avait fait ses débuts comme basse avec un quintette vocal anglais (les London Singers de John Goss), effectuant avec eux des tournées au Canada et aux États-Unis (1935-1937). L' Opera Guild de Montréal lui confie ensuite des rôles de soutien dans La Flûte enchantée (1945) et Madame Butterfly (1947), puis il incarne le Leader dans l'opéra folk Down in the Valley (1953) de Weill, avec l'Opéra Minute.
Dès 1947, Alan Mills inaugure aussi sa carrière de chanteur de folklore sur les ondes radiophoniques de la SRC : il participe à diverses émissions, dont Folk Songs for Young Folk (jusqu'en 1959) et à Songs de Chez Nous (de 1952 à 1955), où figurent aussi Hélène Baillargeon et les Art Morrow Singers.
Ses émissions et enregistrements pour le service de Radio-Canada International (RCI) lui permettent d'être entendu à l'étranger (1948-1955) et d'effectuer ensuite deux tournées en Europe.
Il participe à divers festivals dans toute l'Amérique du Nord, dont avec Jean Carignan : en 1960, lors du Festival de folklore de Newport, et au Carnegie Hall la même année, ainsi que plusieurs fois ensuite au Festival de folklore Mariposa (en Ontario).
En 1964, l'Office national du film du Canada (ONF) utilise, comme trame sonore et titre d'un film, la chanson I Know an Old Lady Who Swallowed a Fly qu'il avait composée (sur des paroles de Rose Bonne; Southern, 1951) et que les chanteurs de folklore avaient adoptée.
Aussi comédien, Alan Mills participe à quelques films de l'ONF et joue également dans des pièces radiophoniques en anglais et en français, ainsi que dans des commandites pour la télévision à Montréal.
Auteur, compositeur, interprète, il crée en 1961, à la radio de la SRC, Ti-Jean and the Devil, une pièce de théâtre de sa composition, inspirée d'un conte canadien-français que Carignan lui avait signalé.
Alan Mills est, de sa génération, l'un des principaux vulgarisateurs du folklore canadien. Il est admis en 1974 dans l'ordre du Canada, « pour avoir fait connaître le patrimoine des chansons folkloriques canadiennes françaises et anglaises à de vastes auditoires, par le biais de la radio, de la télévision et d'enregistrements ».
Avant d'atteindre ses 65 ans, il meurt d'un cancer, le 14 juin 1977.
Ses archives sont conservées dans un fonds à son nom d'artiste par Bibliothèque et Archives Canada.

## Discographie
| Date du lancement | Titre de l'album                                                                                       | Label                                                                       |
| ----------------- | --- | --------------------------------------------------------------------------- |
| ?                 | Chansons à boire                                                                                       | Venus (VL-301) et RCA Victor (CGP-289)                                      |
| ?                 | Folkloriquement vôtre                                                                                  | Totem (TO-9208 et [sélections] TO-9248)                                     |
| ?                 | Le Noël des artistes                                                                                   | London (VL-304)                                                             |
| 1976              | Le Père Bouchon raconte (avec Ovila Légaré) et Chantons avec Alan Mills                                | Promo son (JPA-7505)                                                        |
| ?                 | Plusieurs 78t                                                                                          | RCA                                                                         |
| ?                 | Quelques 45t                                                                                           | Capri, HMV, Dominion (7 en français avec Hélène Baillargeon ; 2 en anglais) |
| ?                 | Chantons un peu (avec Hélène Baillargeon)                                                              | Dominion (Dom 1221)                                                         |
| ?                 | Christmas Songs from Many Lands                                                                        | Folkways Records (FC-7750)                                                  |
| ?                 | French Folk Songs for Children                                                                         | Folkways Records (FC-2708)                                                  |
| ?                 | More Songs to Grow On                                                                                  | Folkways Records (FC-7009)                                                  |
| ?                 | Songs of the Sea                                                                                       | Folkways Records (FA-2312)                                                  |
| ?                 | … | Folkways Records (FW-7545)                                                  |
| 1972              | (en) 14 Numbers, Letters, and Animal Songs (pour les tout-petits) (14 pistes)                          | Folkways Records (FC-7545)                                                  |
| 1967              | Chansons folkloriques du Canada : Collection du Centenaire                                             | RCA (9-RCA-RCI CS-100 et 5-ACM 39)                                          |
| 1965              | Folk Songs for Young Folk (2 albums)                                                                   | Dominion (Dom 1280 et Dom 1281)                                             |
| 1962              | (yi) Raasche and Alan Mills Sing Jewish Folk Songs (20 pistes)                                         | Folkways Records (FW-8711)                                                  |
| 1961              | Chantons en français (2 albums doubles, avec Hélène Baillargeon) (18+21+17+16 pistes=72 pistes)        | Folkways Records (FC-7719, 7720, 7721, 7722)                                |
| 1961              | Alan Mills and Jean Carignan: Songs, Fiddle Tunes and a Folk-Tale from Canada (17 pistes)              | Folkways Records (FG-3532), Vanguard (VRS-9083)                             |
| 1960              | (en) Canada's Story in Song (42 pistes, 9 en français)                                                 | Folkways Records (2-FW-3000)                                                |
| 1959              | (en) Songs of the Maritimes : Lumberman Songs and Songs of the Sea (16 pistes)                         | Folkways Records (FW-8744)                                                  |
| 1958              | (en) We'll Rant and We'll Roar : Songs of Newfoundland (16 pistes)                                     | Folkways Records (FW-8771)                                                  |
| 1957              | (en) French Folk Songs for Children in English (20 pistes)                                             | Folkways Records (FC-7018)                                                  |
| 1957              | (en) Christmas Songs from Many Lands (25 pistes)                                                       | Folkways Records (FC-7750)                                                  |
| 1957              | (en) Songs of the Sea : Sung by Alan Mills (32 pistes)                                                 | Folkways Records (FA-2312)                                                  |
| 1956              | (en) Folk Songs for Young Folk (2 albums) : (I) Animals (13 pistes), (II) More Animals (16 pistes)     | Folkways Records (SC-7677 et SC-7642) (FC-7021 et FC-7022)                  |
| 1956              | Chansons d'Acadie (avec Hélène Baillargeon) (15 pistes : 14 en français, 1 en latin)                   | Folkways Records (FW-6923)                                                  |
| 1956              | (en) O' Canada : A History in Song (26 pistes, 15 en anglais, 7 en français, 4 en langues autochtones) | Folkways Records (FW-3001)                                                  |
| 1955              | Songs of French Canada / Chansons du folklore canadien-français (avec Hélène Baillargeon) (16 pistes)  | Folkways Records (FW-6918)                                                  |
| 1954              | (en) More Songs to Grow On (21 pistes)                                                                 | Folkways Records (FW-7676)                                                  |
| 1954              | Songs of the Maritimes                                                                                 | RCI (No 102)                                                                |
| 1953              | (en) Folk Songs of Newfoundland (12 pistes)                                                            | Folkways Records (FW-6831)                                                  |
| 1953              | French Folk Songs for Children (20 pistes)                                                             | Folkways Records (FW-7208)                                                  |
| 1952              | Folk Songs of French Canada (13 pistes)                                                                | Folkways Records (FW-6929)                                                  |
| 1952              | Alan Mills, Folk Singer                                                                                | RCI (No 81 à No 84)                                                         |
| 1950              | Songs by Alan Mills                                                                                    | RCI (No 21)                                                                 |

## Honneurs
- 1974 - Membre de l'ordre du Canada[3]